# Campeonato Mineiro de Futebol
O Campeonato Mineiro de Futebol é a primeira divisão (conhecida como Módulo I) da competição de futebol organizada pela Federação Mineira de Futebol e disputada pelos clubes do estado de Minas Gerais, no sudeste brasileiro.

## História
O Campeonato é organizado pela Federação Mineira de Futebol. Das 111 edições já disputadas, o Atlético é o maior vencedor com 50 conquistas oficiais.
Antes de 1958, o torneio era conhecido como Campeonato da Cidade e era disputado somente por clubes de municípios próximos a Belo Horizonte, como Nova Lima, Sete Lagoas, Barão de Cocais, Conselheiro Lafaiete e Sabará. Havia dois torneios interclubes em Minas Gerais. Um deles - o "Campeonato da Cidade" - era disputado somente por clubes próximos a Belo Horizonte. O outro, por clubes da região de Juiz de Fora. O primeiro começou a ser disputado em 1915 e a FMF homologa seus campeões como campeões mineiros; o último teve início em 1918.
Excepcionalmente em 1933 houve a união das duas ligas para a criação do primeiro "Campeonato Mineiro" com a presença de clubes do interior. A disputa acabou sendo deficitária pelo amadorismo da época e pela dificuldade de traslado por conta das precárias estradas do estado e em 1934 houve a cisão novamente.
Só em 1958 Minas Gerais passou a ter definitivamente um torneio com o nome Campeonato Mineiro, reunindo clubes de todas as regiões do estado. Essa fórmula atendia aos anseios da CBD e indicava os representantes mineiros na Taça Brasil, que começou a ser disputada em 1959.
Muitos talentos do futebol mundial foram vistos pela primeira vez no Campeonato Mineiro. Jogadores como Tostão, Dirceu Lopes, Toninho Cerezo, Dadá Maravilha, Éder, Ronaldo Fenômeno, Reinaldo e Gilberto Silva fizeram suas estreias como profissionais neste torneio. O Campeonato Mineiro geralmente proporciona grandes partidas, principalmente aquelas protagonizadas pela rivalidade dos maiores clubes da capital, Cruzeiro, Atlético e América.
Atualmente o Campeonato Mineiro é composto por duas divisões. A Primeira Divisão é composta por dois "módulos". O Módulo I é o primeiro nível, e o Módulo II o segundo nível. O torneio conhecido como Segunda Divisão funciona como o terceiro nível do futebol mineiro.
Em 1924 a Liga Mineira iniciou uma fase de crise técnica e financeira e alguns clubes se licenciaram do campeonato nesse ano, caso do Atlético. Em 1925 apenas duas rodadas foram disputadas e o campeão ficou indefinido até que, somente em 2012, a FMF homologou oficialmente o título de 1925 para o América. Em 1926 o Palestra Itália se desfiliou da Liga Mineira após não aceitar uma punição técnica por causa de sua excursão ao interior paulista não autorizada pela Liga, desta forma, o clube organizou uma nova Liga (AMET - Associação Mineira de Esportes Terrestres) e um campeonato paralelo com outros clubes de Belo Horizonte. O Palestra Itália sagrou-se o campeão, porém este título ainda não foi oficializado pela FMF porque não era uma Liga associada à CBD e até hoje o clube ainda não conseguiu organizar, por falta de informações e mídia daquela época, um dossiê com a tabela e resultado de todas as partidas para pleitear esta oficialização. Em 1927 a AMET foi extinta e apenas o Palestra Itália e o Syrio Horizontino foram reintegrados à LMDT, enquanto os demais clubes formaram a 2ª divisão. Em 1932 o campeonato se dividiu novamente em duas Ligas e foi criada a AMEG - Associação Mineira de Esportes Gerais, com o América, Palestra Itália e Villa Nova do seu lado enquanto o Atlético permaneceu na LMDT - Liga Mineira de desportes Terrestres. Ambas as ligas eram oficiais e reconhecidas pela CBD, portanto houve dois campeões. Em 1933, com início do profissionalismo, a AMEG foi extinta e os clubes se reuniram novamente na Liga Mineira para um único campeonato.
Em 2012 a FMF lançou o troféu "100º Campeão Mineiro" em sua 98ª edição, considerando apenas os anos de 1932 e 1956 com dois campeões.
Em 2014, comemorando a 100ª edição do Campeonato, a FMF lançou um selo comemorativo que os clubes usaram em suas mangas do uniforme durante a disputa.

## Sistema de disputa
Atualmente o Campeonato Mineiro é disputado em cinco fases: Fase Classificatória, Semifinal, Final, Troféu Inconfidência e Repescagem.
A Fase Classificatória é disputada com as equipes divididas em três grupos de quatro equipes cada. São cabeças de chave dos grupos o Atlético, o América e o Cruzeiro, cada um colocado em um pote do sorteio. Os demais participantes de cada grupo são sorteados.
Cada equipe disputa oito jogos na fase classificatória, enfrentando as equipes dos outros grupos, ou seja, não há duelos entre equipes do mesmo grupo. Ao final dos oito jogos, os primeiros colocados de cada grupo e o melhor segundo colocado entre os grupos avançam para as semifinais do torneio.
Tanto as semifinais quanto a final do campeonato são disputadas em jogos de ida e volta, e, havendo empate no saldo das duas partidas, a partida irá se direcionar a disputa de pênaltis, no caso da semifinal a equipe avança ou é campeã, no caso da final.
As equipes que ficarem entre o 5º e o 8º lugar geral na fase classificatória, desconsiderando os grupos, disputarão a Taça Inconfidência.
As equipes que fizerem as duas piores campanhas na fase classificatória, desconsiderando os grupos, serão rebaixados ao Módulo II.

## Casos específicos
Em 1926 o Atlético Mineiro venceu o campeonato da LMDT e o Palestra Itália (Cruzeiro) venceu o campeonato da AMET. Em agosto de 1926 o Palestra se desligou da LMDT devido a uma punição feita pela entidade devido a um simples amistoso disputado contra o Caçapavense, e formou, com outros clubes suspensos, a Associação Mineira de Esportes Terrestres (AMET). Um campeonato próprio, com oito clubes foi organizado a partir de setembro. A escassez de jornais do período tornou praticamente impossível o levantamento de resultados. Apenas a LMDT era filiada à CBD e por isso o Clube Atlético Mineiro é reconhecido pela Federação Mineira de Futebol como o único Campeão Mineiro oficial de 1926. O título do Palestra de 1926 pela Associação Mineira de Esportes Terrestres (AMET) não é reconhecido pela Federação Mineira.
Em 1932 duas ligas paralelas também organizaram seus campeonatos, a LMDT e a AMEG, desta vez as duas ligas eram filiadas à CBD e a FMF reconhece dois campeões nesta temporada.
Em 2002 as equipes que participaram da Copa Sul-Minas (Cruzeiro, Atlético, América e Mamoré) não disputaram o Campeonato Mineiro, vencido pela Caldense. Com o título estadual a Caldense disputou o Supercampeonato Mineiro, juntamente com as quatro equipes que participaram da Copa Sul-Minas. O Cruzeiro venceu o Supercampeonato Mineiro ao derrotar a Caldense, na partida decisiva. O Cruzeiro conquistou o título do inédito campeonato, mas este não é reconhecido pela Federação Mineira de Futebol, já que a FMF apenas apoiou a organização do evento e não foi um torneio oficial da entidade.

## Resultados
| Edição                                                     | Ano                                                   | Campeão                                               | Vice-campeão                                          | Terceiro colocado                                     | Quarto colocado                                       |
| Fase amadora (Campeonato da Cidade de Belo Horizonte)      | Fase amadora (Campeonato da Cidade de Belo Horizonte) | Fase amadora (Campeonato da Cidade de Belo Horizonte) | Fase amadora (Campeonato da Cidade de Belo Horizonte) | Fase amadora (Campeonato da Cidade de Belo Horizonte) | Fase amadora (Campeonato da Cidade de Belo Horizonte) |
| ---------------------------------------------------------- | ----------------------------------------------------- | ----------------------------------------------------- | ----------------------------------------------------- | ----------------------------------------------------- | ----------------------------------------------------- |
| 1ª                                                         | 1915                                                  | Atlético (1)                                          | Yale                                                  | América                                               | Christovam Colombo                                    |
| 2ª                                                         | 1916                                                  | América (1)                                           | Atlético                                              | Yale                                                  | Christovam Colombo                                    |
| 3ª                                                         | 1917                                                  | América (2)                                           | Atlético                                              | Yale                                                  | Sete de Setembro                                      |
| 4ª                                                         | 1918                                                  | América (3)                                           | Atlético                                              | Yale                                                  | Luzitano                                              |
| 5ª                                                         | 1919                                                  | América (4)                                           | Sete de Setembro                                      | Atlético                                              | Luzitano                                              |
| 6ª                                                         | 1920                                                  | América (5)                                           | Sete de Setembro                                      | Yale                                                  | Atlético                                              |
| 7ª                                                         | 1921                                                  | América (6)                                           | Atlético                                              | Luzitano                                              | Sete de Setembro                                      |
| 8ª                                                         | 1922                                                  | América (7)                                           | Palestra Itália                                       | Yale                                                  | Luzitano                                              |
| 9ª                                                         | 1923                                                  | América (8)                                           | Atlético                                              | Palestra Itália                                       | Luzitano                                              |
| 10ª                                                        | 1924                                                  | América (9)                                           | Palestra Itália                                       | Sete de Setembro                                      | Yale                                                  |
| 11ª                                                        | 1925                                                  | América (10)                                          | Não houve                                             | Não houve                                             | Não houve                                             |
| 12ª                                                        | 1926 LMDT                                             | Atlético (2)                                          | Palmeiras                                             | América                                               | Sport Calafate                                        |
| 13ª                                                        | 1927                                                  | Atlético (3)                                          | América                                               | Villa Nova                                            | Palestra Itália                                       |
| 14ª                                                        | 1928                                                  | Palestra Itália (1)                                   | Atlético                                              | América                                               | Villa Nova                                            |
| 15ª                                                        | 1929                                                  | Palestra Itália (2)                                   | Atlético                                              | América                                               | Sete de Setembro                                      |
| 16ª                                                        | 1930                                                  | Palestra Itália (3)                                   | América                                               | Villa Nova                                            | Sete de Setembro                                      |
| 17ª                                                        | 1931                                                  | Atlético (4)                                          | Palestra Itália                                       | Fluminense                                            | Guarany-BH                                            |
| 18ª                                                        | 1932 LMDT                                             | Atlético (5)                                          | Retiro                                                | Alves Nogueira                                        | Guarany-BH                                            |
| 18ª                                                        | 1932 AMEG                                             | Villa Nova (1)                                        | Palestra Itália                                       | Sete de Setembro                                      | América                                               |
| Fase Profissional (Campeonato da Cidade de Belo Horizonte) |                                                       |                                                       |                                                       |                                                       |                                                       |
| 19ª                                                        | 1933                                                  | Villa Nova (2)                                        | Tupi - Estadual Palestra Itália - Cidade              | Siderúrgica                                           | Atlético                                              |
| 20ª                                                        | 1934                                                  | Villa Nova (3)                                        | Tupynambás - Estadual Atlético Mineiro - Cidade       | Siderúrgica                                           | Retiro                                                |
| 21ª                                                        | 1935                                                  | Villa Nova (4)                                        | Atlético                                              | Siderúrgica                                           | Palestra Itália                                       |
| 22ª                                                        | 1936                                                  | Atlético (6)                                          | Siderúrgica                                           | Retiro                                                | Não Houve                                             |
| 23ª                                                        | 1937                                                  | Siderúrgica (1)                                       | Villa Nova                                            | Palestra Itália                                       | Atlético                                              |
| 24ª                                                        | 1938                                                  | Atlético (7)                                          | Siderúrgica                                           | Villa Nova                                            | América                                               |
| 25ª                                                        | 1939                                                  | Atlético (8)                                          | América                                               | Siderúrgica                                           | Villa Nova                                            |
| 26ª                                                        | 1940                                                  | Palestra Itália (4)                                   | Atlético                                              | Siderúrgica                                           | América                                               |
| 27ª                                                        | 1941                                                  | Atlético (9)                                          | Siderúrgica                                           | Palestra Itália                                       | América                                               |
| 28ª                                                        | 1942                                                  | Atlético (10)                                         | Palestra Mineiro                                      | Siderúrgica                                           | Sete de Setembro                                      |
| 29ª                                                        | 1943                                                  | Cruzeiro (5)                                          | Atlético                                              | América                                               | Siderúrgica                                           |
| 30ª                                                        | 1944                                                  | Cruzeiro (6)                                          | Atlético                                              | América                                               | Siderúrgica                                           |
| 31ª                                                        | 1945                                                  | Cruzeiro (7)                                          | Villa Nova                                            | América                                               | Atlético                                              |
| 32ª                                                        | 1946                                                  | Atlético (11)                                         | Villa Nova                                            | Cruzeiro                                              | Metalusina                                            |
| 33ª                                                        | 1947                                                  | Atlético (12)                                         | Villa Nova                                            | América                                               | Metalusina                                            |
| 34ª                                                        | 1948                                                  | América (11)                                          | Atlético                                              | Cruzeiro                                              | Villa Nova                                            |
| 35ª                                                        | 1949                                                  | Atlético (13)                                         | América                                               | Cruzeiro                                              | Metalusina                                            |
| 36ª                                                        | 1950                                                  | Atlético (14)                                         | Siderúrgica                                           | Cruzeiro                                              | América                                               |
| 37ª                                                        | 1951                                                  | Villa Nova (5)                                        | Atlético                                              | Cruzeiro                                              | Siderúrgica                                           |
| 38ª                                                        | 1952                                                  | Atlético (15)                                         | Siderúrgica                                           | América                                               | Villa Nova                                            |
| 39ª                                                        | 1953                                                  | Atlético (16)                                         | Villa Nova                                            | Siderúrgica                                           | Sete de Setembro                                      |
| 40ª                                                        | 1954                                                  | Atlético (17)                                         | Cruzeiro                                              | América                                               | Siderúrgica                                           |
| 41ª                                                        | 1955                                                  | Atlético (18)                                         | Democrata                                             | América                                               | Siderúrgica                                           |
| 42ª                                                        | 1956                                                  | Atlético (19) Cruzeiro (8)                            | Não Houve                                             | Siderúrgica                                           | Democrata                                             |
| 43ª                                                        | 1957                                                  | América (12)                                          | Democrata                                             | Atlético                                              | Siderúrgica                                           |
| Campeonato Mineiro de Futebol                              |                                                       |                                                       |                                                       |                                                       |                                                       |
| 44ª                                                        | 1958                                                  | Atlético (20)                                         | América                                               | Cruzeiro                                              | Siderúrgica                                           |
| 45ª                                                        | 1959                                                  | Cruzeiro (9)                                          | América                                               | Villa Nova                                            | Democrata-SL                                          |
| 46ª                                                        | 1960                                                  | Cruzeiro (10)                                         | Siderúrgica                                           | América                                               | Villa Nova                                            |
| 47ª                                                        | 1961                                                  | Cruzeiro (11)                                         | América                                               | Atlético                                              | Democrata-SL                                          |
| 48ª                                                        | 1962                                                  | Atlético (21)                                         | Cruzeiro                                              | América                                               | Villa Nova                                            |
| 49ª                                                        | 1963                                                  | Atlético (22)                                         | Democrata-SL                                          | Cruzeiro                                              | Siderúrgica                                           |
| 50ª                                                        | 1964                                                  | Siderúrgica (2)                                       | América                                               | Cruzeiro                                              | Uberaba                                               |
| 51ª                                                        | 1965                                                  | Cruzeiro (12)                                         | América                                               | Siderúrgica                                           | Atlético                                              |
| 52ª                                                        | 1966                                                  | Cruzeiro (13)                                         | Atlético                                              | Uberaba                                               | Nacional-U                                            |
| 53ª                                                        | 1967                                                  | Cruzeiro (14)                                         | Atlético                                              | América                                               | Formiga                                               |
| 54ª                                                        | 1968                                                  | Cruzeiro (15)                                         | Atlético                                              | Uberlândia                                            | Formiga                                               |
| 55ª                                                        | 1969                                                  | Cruzeiro (16)                                         | Atlético                                              | América                                               | Valeriodoce                                           |
| 56ª                                                        | 1970                                                  | Atlético (23)                                         | Cruzeiro                                              | América                                               | Uberlândia                                            |
| 57ª                                                        | 1971                                                  | América (13)                                          | Cruzeiro                                              | Atlético                                              | Uberlândia                                            |
| 58ª                                                        | 1972                                                  | Cruzeiro (17)                                         | Atlético                                              | América                                               | Atlético-TC                                           |
| 59ª                                                        | 1973                                                  | Cruzeiro (18)                                         | América                                               | Uberaba                                               | Atlético                                              |
| 60ª                                                        | 1974                                                  | Cruzeiro (19)                                         | Atlético                                              | Caldense                                              | Uberaba                                               |
| 61ª                                                        | 1975                                                  | Cruzeiro (20)                                         | Atlético                                              | Caldense                                              | América                                               |
| 62ª                                                        | 1976                                                  | Atlético (24)                                         | Cruzeiro                                              | América                                               | Caldense                                              |
| 63ª                                                        | 1977                                                  | Cruzeiro (21)                                         | Atlético                                              | América                                               | Villa Nova                                            |
| 64ª                                                        | 1978                                                  | Atlético (25)                                         | Cruzeiro                                              | América                                               | Valeriodoce                                           |
| 65ª                                                        | 1979                                                  | Atlético (26)                                         | Cruzeiro                                              | América                                               | Uberlândia                                            |
| 66ª                                                        | 1980                                                  | Atlético (27)                                         | Cruzeiro                                              | América                                               | Uberaba                                               |
| 67ª                                                        | 1981                                                  | Atlético (28)                                         | Cruzeiro                                              | América                                               | Uberaba                                               |
| 68ª                                                        | 1982                                                  | Atlético (29)                                         | Cruzeiro                                              | Uberaba                                               | América                                               |
| 69ª                                                        | 1983                                                  | Atlético (30)                                         | Cruzeiro                                              | América                                               | Uberlândia                                            |
| 70ª                                                        | 1984                                                  | Cruzeiro (22)                                         | Atlético                                              | América                                               | Villa Nova                                            |
| 71ª                                                        | 1985                                                  | Atlético (31)                                         | Cruzeiro                                              | América                                               | Tupi                                                  |
| 72ª                                                        | 1986                                                  | Atlético (32)                                         | Cruzeiro                                              | Uberlândia                                            | América                                               |
| 73ª                                                        | 1987                                                  | Cruzeiro (23)                                         | Atlético                                              | Tupi                                                  | Uberlândia                                            |
| 74ª                                                        | 1988                                                  | Atlético (33)                                         | Cruzeiro                                              | Fabril                                                | Valeriodoce                                           |
| 75ª                                                        | 1989                                                  | Atlético (34)                                         | Cruzeiro                                              | América                                               | Esportivo de Passos                                   |
| 76ª                                                        | 1990                                                  | Cruzeiro (24)                                         | Atlético                                              | América                                               | Rio Branco-A                                          |
| 77ª                                                        | 1991                                                  | Atlético (35)                                         | Democrata-GV                                          | Cruzeiro                                              | América                                               |
| 78ª                                                        | 1992                                                  | Cruzeiro (25)                                         | América                                               | Atlético                                              | Rio Branco-A                                          |
| 79ª                                                        | 1993                                                  | América (14)                                          | Atlético                                              | Cruzeiro                                              | Democrata-GV                                          |
| 80ª                                                        | 1994                                                  | Cruzeiro (26)                                         | Atlético                                              | América                                               | Democrata-GV                                          |
| 81ª                                                        | 1995                                                  | Atlético (36)                                         | América                                               | Cruzeiro                                              | Mamoré                                                |
| 82ª                                                        | 1996                                                  | Cruzeiro (27)                                         | Atlético                                              | Caldense                                              | Villa Nova                                            |
| 83ª                                                        | 1997                                                  | Cruzeiro (28)                                         | Villa Nova                                            | América                                               | Social                                                |
| 84ª                                                        | 1998                                                  | Cruzeiro (29)                                         | Atlético                                              | Villa Nova                                            | América                                               |
| 85ª                                                        | 1999                                                  | Atlético (37)                                         | América                                               | Cruzeiro                                              | Villa Nova                                            |
| 86ª                                                        | 2000                                                  | Atlético (38)                                         | Cruzeiro                                              | América                                               | Ipatinga                                              |
| 87ª                                                        | 2001                                                  | América (15)                                          | Atlético                                              | Cruzeiro                                              | Villa Nova                                            |
| 88ª                                                        | 2002                                                  | Caldense (1)                                          | Ipatinga                                              | Villa Nova                                            | Tupi                                                  |
| 89ª                                                        | 2003                                                  | Cruzeiro (30)                                         | Atlético                                              | América                                               | Tupi                                                  |
| 90ª                                                        | 2004                                                  | Cruzeiro (31)                                         | Atlético                                              | América                                               | Caldense                                              |
| 91ª                                                        | 2005                                                  | Ipatinga (1)                                          | Cruzeiro                                              | URT                                                   | Atlético                                              |
| 92ª                                                        | 2006                                                  | Cruzeiro (32)                                         | Ipatinga                                              | Atlético                                              | América                                               |
| 93ª                                                        | 2007                                                  | Atlético (39)                                         | Cruzeiro                                              | Democrata-GV                                          | Tupi                                                  |
| 94ª                                                        | 2008                                                  | Cruzeiro (33)                                         | Atlético                                              | Tupi                                                  | Ituiutaba                                             |
| 95ª                                                        | 2009                                                  | Cruzeiro (34)                                         | Atlético                                              | Ituiutaba                                             | Rio Branco-A                                          |
| 96ª                                                        | 2010                                                  | Atlético (40)                                         | Ipatinga                                              | Cruzeiro                                              | Democrata-GV                                          |
| 97ª                                                        | 2011                                                  | Cruzeiro (35)                                         | Atlético                                              | América                                               | América-TO                                            |
| 98ª                                                        | 2012                                                  | Atlético (41)                                         | América                                               | Cruzeiro                                              | Tupi                                                  |
| 99ª                                                        | 2013                                                  | Atlético (42)                                         | Cruzeiro                                              | Tombense                                              | Villa Nova                                            |
| 100ª                                                       | 2014                                                  | Cruzeiro (36)                                         | Atlético                                              | América                                               | Boa Esporte                                           |
| 101ª                                                       | 2015                                                  | Atlético (43)                                         | Caldense                                              | Cruzeiro                                              | Tombense                                              |
| 102ª                                                       | 2016                                                  | América (16)                                          | Atlético                                              | Cruzeiro                                              | URT                                                   |
| 103ª                                                       | 2017                                                  | Atlético (44)                                         | Cruzeiro                                              | América                                               | URT                                                   |
| 104ª                                                       | 2018                                                  | Cruzeiro (37)                                         | Atlético                                              | América                                               | Tupi                                                  |
| 105ª                                                       | 2019                                                  | Cruzeiro (38)                                         | Atlético                                              | América                                               | Boa Esporte                                           |
| 106ª                                                       | 2020                                                  | Atlético (45)                                         | Tombense                                              | América                                               | Caldense                                              |
| 107ª                                                       | 2021                                                  | Atlético (46)                                         | América                                               | Tombense                                              | Cruzeiro                                              |
| 108ª                                                       | 2022                                                  | Atlético (47)                                         | Cruzeiro                                              | Athletic-SJR                                          | Caldense                                              |
| 109ª                                                       | 2023                                                  | Atlético (48)                                         | América                                               | Athletic-SJR                                          | Cruzeiro                                              |
| 110ª                                                       | 2024                                                  | Atlético (49)                                         | Cruzeiro                                              | América                                               | Tombense                                              |
| 111ª                                                       | 2025                                                  | Atlético (50)                                         | América Mineiro                                       | Tombense                                              | Cruzeiro                                              |

 Campeão invicto

## Títulos

### Por equipe
Clubes já extintos estão marcados em itálico. Em negrito, os clubes presentes no Campeonato Mineiro de Futebol de 2024 - Módulo I
| Clube                             | Campeão | Anos dos títulos | Vice | Anos dos vices |
| --------------------------------- | ------- | --- | ---- | --- |
| Atlético (Belo Horizonte)         | 50      | 1915, 1926, 1927, 1931, 1932, 1936, 1938, 1939, 1941, 1942, 1946, 1947, 1949, 1950, 1952, 1953, 1954, 1955, 1956, 1958, 1962, 1963, 1970, 1976, 1978, 1979, 1980, 1981, 1982, 1983, 1985, 1986, 1988, 1989, 1991, 1995, 1999, 2000, 2007, 2010, 2012, 2013, 2015, 2017, 2020, 2021, 2022, 2023, 2024, 2025 | 39   | 1916, 1917, 1918, 1921, 1923, 1928, 1929, 1934, 1935, 1940, 1943, 1944, 1948, 1951, 1966, 1967, 1968, 1969, 1972, 1974, 1975, 1977, 1984, 1987, 1990, 1993, 1994, 1996, 1998, 2001, 2003, 2004, 2008, 2009, 2011, 2014, 2016, 2018, 2019 |
| Cruzeiro (Belo Horizonte)         | 38      | 1928, 1929, 1930, 1940, 1943, 1944, 1945, 1956, 1959, 1960, 1961, 1965, 1966, 1967, 1968, 1969, 1972, 1973, 1974, 1975, 1977, 1984, 1987, 1990, 1992, 1994, 1996, 1997, 1998, 2003, 2004, 2006, 2008, 2009, 2011, 2014, 2018, 2019                                                                         | 28   | 1922, 1924, 1931, 1932, 1933, 1942, 1954, 1962, 1970, 1971, 1976, 1978, 1979, 1980, 1981, 1982, 1983, 1985, 1986, 1988, 1989, 2000, 2005, 2007, 2013, 2017, 2022, 2024                                                                   |
| América (Belo Horizonte)          | 16      | 1916, 1917, 1918, 1919, 1920, 1921, 1922, 1923, 1924, 1925, 1948, 1957, 1971, 1993, 2001, 2016 | 17   | 1927, 1930, 1939, 1949, 1958, 1959, 1961, 1964, 1965, 1973, 1992, 1995, 1999, 2012, 2021, 2023, 2025 |
| Villa Nova (Nova Lima)            | 5       | 1932, 1933, 1934, 1935, 1951 | 6    | 1937, 1945, 1946, 1947, 1953, 1997 |
| Siderúrgica (Sabará)              | 2       | 1937, 1964 | 6    | 1936, 1938, 1941, 1950, 1952, 1960 |
| Ipatinga (Ipatinga)               | 1       | 2005 | 3    | 2002, 2006, 2010 |
| Caldense (Poços de Caldas)        | 1       | 2002 | 1    | 2015 |
| Democrata (Sete Lagoas)           | 0       | | 3    | 1955, 1957, 1963 |
| Sete de Setembro (Belo Horizonte) | 0       | | 2    | 1919, 1920 |
| Yale (Belo Horizonte)             | 0       | | 1    | 1915 |
| Palmeiras (Belo Horizonte)        | 0       | | 1    | 1926 |
| Retiro (Nova Lima)                | 0       | | 1    | 1932 |
| Tupi (Juiz de Fora)               | 0       | | 1    | 1933 |
| Tupynambás (Juiz de Fora)         | 0       | | 1    | 1934 |
| Democrata (Governador Valadares)  | 0       | | 1    | 1991 |
| Tombense (Tombos)                 | 0       | | 1    | 2020 |

### Por cidade
| Cidade          | Títulos |
| --------------- | ------- |
| Belo Horizonte  | 104     |
| Nova Lima       | 5       |
| Sabará          | 2       |
| Ipatinga        | 1       |
| Poços de Caldas | 1       |

## Campeões da Recopa Mineira
| Clube                       | Campeão | Anos dos títulos |
| --------------------------- | ------- | ---------------- |
| Tombense (Tombos)           | 2       | 2021 e 2022      |
| Athletic (São João del-Rei) | 1       | 2023             |

## Campeões consecutivos

### Deca campeonatos
- América: 1 vez (1916-17-18-19-20-21-22-23-24-25)

### Hexacampeonatos
- Atlético: 2 vezes  (1978-79-80-81-82-83) e (2020-21-22-23-24-25)

### Pentacampeonatos
- Atlético: 1 vez (1952-53-54-55-56)
- Cruzeiro: 1 vez (1965-66-67-68-69)

### Tetracampeonatos
- Cruzeiro: 1 vez (1972-73-74-75)
- Villa Nova: 1 vez (1932-33-34-35)

### Tricampeonatos
- Cruzeiro: 4 vezes (1928-29-30), (1943-44-45), (1959-60-61) e (1996-97-98)

### Bicampeonatos
- Atlético: 11 vezes (1926-27), (1931-32), (1938-39), (1941-42), (1946-47), (1949-50), (1962-63), (1985-86), (1988-89), (1999-00) e (2012-13)
- Cruzeiro: 3 vezes (2003-04), (2008-09) e (2018-19)

## Artilheiros
| Ano       | Artilheiro            | Clube                             | Gols |
| --------- | --------------------- | --------------------------------- | ---- |
| 1915      | Meireles              | Atlético (Belo Horizonte)         | 7    |
| 1916      | Britto                | América (Belo Horizonte)          | 12   |
| 1917      | Britto                | América (Belo Horizonte)          | 6    |
| 1918      | Britto                | América (Belo Horizonte)          | 14   |
| 1919      | Britto                | América (Belo Horizonte)          | 11   |
| 1920      | Britto                | América (Belo Horizonte)          | 13   |
| 1921      | Gérson                | América (Belo Horizonte)          | 18   |
| 1922      | Gérson                | América (Belo Horizonte)          | 10   |
| 1923      | Satyro Taboada        | América (Belo Horizonte)          | 8    |
| 1924      | Satyro Taboada        | América (Belo Horizonte)          | ?    |
| 1925      | Não houve             | Não houve                         | -    |
| 1926      | Mário de Castro       | Atlético (Belo Horizonte)         | 20   |
| 1927      | Mário de Castro       | Atlético (Belo Horizonte)         | 27   |
| 1928      | Ninão                 | Palestra Itália (Belo Horizonte)  | 43   |
| 1929      | Ninão                 | Palestra Itália (Belo Horizonte)  | 33   |
| 1930      | Ninão                 | Palestra Itália (Belo Horizonte)  | 18   |
| 1931      | Orlando               | Atlético (Belo Horizonte)         | 18   |
| 1932 AMEG | Bengala               | Palestra Itália (Belo Horizonte)  | 12   |
| 1932 LMDT | Didico                | Alves Nogueira (Sabará)           | 14   |
| 1933      | Paulista              | América (Belo Horizonte)          | 13   |
| 1933      | Lage                  | Tupi (Juiz de Fora)               | 13   |
| 1933      | Canhoto               | Villa Nova (Nova Lima)            | 13   |
| 1934      | Alfredo Bernardino    | Villa Nova (Nova Lima)            | 11   |
| 1935      | Mergulho              | Villa Nova (Nova Lima)            | 12   |
| 1936      | Guará                 | Atlético (Belo Horizonte)         | 22   |
| 1937      | Arlindo               | Siderúrgica (Sabará)              | 9    |
| 1938      | Guará                 | Atlético (Belo Horizonte)         | 18   |
| 1939      | Arlindo               | Siderúrgica (Sabará)              | 9    |
| 1940      | Niginho               | Palestra Itália (Belo Horizonte)  | 12   |
| 1941      | Ceci                  | Siderúrgica (Sabará)              | 16   |
| 1942      | Tião                  | Atlético (Belo Horizonte)         | 13   |
| 1943      | Alcides               | Cruzeiro (Belo Horizonte)         | 9    |
| 1944      | Ceci                  | Villa Nova (Nova Lima)            | 12   |
| 1945      | Niginho               | Cruzeiro (Belo Horizonte)         | 14   |
| 1946      | Lero                  | Atlético (Belo Horizonte)         | 13   |
| 1947      | Lero                  | Atlético (Belo Horizonte)         | 12   |
| 1948      | Petrônio              | América (Belo Horizonte)          | 19   |
| 1949      | Osório                | Villa Nova (Nova Lima)            | 13   |
| 1950      | Nívio                 | Atlético (Belo Horizonte)         | 13   |
| 1951      | Lucas                 | Atlético (Belo Horizonte)         | 16   |
| 1952      | Vavá                  | Atlético (Belo Horizonte)         | 15   |
| 1953      | Escurinho             | Villa Nova (Nova Lima)            | 17   |
| 1954      | Raimundinho           | Cruzeiro (Belo Horizonte)         | 13   |
| 1955      | Biguá                 | Democrata (Sete Lagoas)           | 16   |
| 1956      | Tomazinho             | Atlético (Belo Horizonte)         | 17   |
| 1957      | Bertôlo               | Democrata (Sete Lagoas)           | 16   |
| 1958      | Dino                  | Atlético (Belo Horizonte)         | 18   |
| 1959      | Silvinho              | Democrata (Sete Lagoas)           | 20   |
| 1960      | Miltinho              | Sete de Setembro (Belo Horizonte) | 29   |
| 1961      | Amauri Horta          | América (Belo Horizonte)          | 14   |
| 1961      | Gilberto              | Pedro Leopoldo (Pedro Leopoldo)   | 14   |
| 1962      | Marco Antônio         | América (Belo Horizonte)          | 21   |
| 1963      | Viladônega            | Atlético (Belo Horizonte)         | 12   |
| 1963      | Fazendeiro            | Uberlândia (Uberlândia)           | 12   |
| 1964      | Jair Bala             | América (Belo Horizonte)          | 19   |
| 1965      | Roberto Mauro         | Atlético (Belo Horizonte)         | 17   |
| 1966      | Tostão                | Cruzeiro (Belo Horizonte)         | 18   |
| 1967      | Tostão                | Cruzeiro (Belo Horizonte)         | 20   |
| 1968      | Tostão                | Cruzeiro (Belo Horizonte)         | 20   |
| 1969      | Dario                 | Atlético (Belo Horizonte)         | 29   |
| 1970      | Dario                 | Atlético (Belo Horizonte)         | 16   |
| 1971      | Jair Bala             | América (Belo Horizonte)          | 14   |
| 1972      | Dario                 | Atlético (Belo Horizonte)         | 22   |
| 1973      | Campos                | Atlético (Belo Horizonte)         | 15   |
| 1974      | Dario                 | Atlético (Belo Horizonte)         | 24   |
| 1975      | Palhinha              | Cruzeiro (Belo Horizonte)         | 10   |
| 1976      | Marcão                | América (Belo Horizonte)          | 13   |
| 1977      | Eli Carlos            | Cruzeiro (Belo Horizonte)         | 17   |
| 1978      | Luís Alberto          | Valeriodoce (Itabira)             | 12   |
| 1979      | Fernando Roberto      | Guarani (Divinópolis)             | 16   |
| 1980      | Mauro                 | Cruzeiro (Belo Horizonte)         | 18   |
| 1981      | Wagner Oliveira       | América (Belo Horizonte)          | 16   |
| 1982      | Tostão II             | Cruzeiro (Belo Horizonte)         | 17   |
| 1983      | Paulinho Kiss         | Atlético (Belo Horizonte)         | 13   |
| 1983      | Carlinhos             | Cruzeiro (Belo Horizonte)         | 13   |
| 1983      | Tostão II             | Cruzeiro (Belo Horizonte)         | 13   |
| 1984      | Carlos Alberto Seixas | Cruzeiro (Belo Horizonte)         | 14   |
| 1985      | Everton               | Atlético (Belo Horizonte)         | 16   |
| 1986      | Nunes                 | Atlético (Belo Horizonte)         | 26   |
| 1987      | Luizão                | Tupi (Juiz de Fora)               | 13   |
| 1987      | Carlos Henrique       | Uberlândia (Uberlândia)           | 13   |
| 1988      | Hamilton              | Cruzeiro (Belo Horizonte)         | 16   |
| 1989      | Gérson                | Atlético (Belo Horizonte)         | 19   |
| 1990      | Sílvio                | América (Belo Horizonte)          | 20   |
| 1991      | Gilmar                | Democrata (Governador Valadares)  | 14   |
| 1992      | Toto                  | Cruzeiro (Belo Horizonte)         | 16   |
| 1993      | Hamilton              | América (Belo Horizonte)          | 10   |
| 1994      | Ronaldo               | Cruzeiro (Belo Horizonte)         | 22   |
| 1995      | Renaldo               | Atlético (Belo Horizonte)         | 13   |
| 1996      | Marcelo Ramos         | Cruzeiro (Belo Horizonte)         | 23   |
| 1997      | Rinaldo               | América (Belo Horizonte)          | 12   |
| 1998      | Marques               | Atlético (Belo Horizonte)         | 13   |
| 1999      | Ditinho               | URT (Patos de Minas)              | 12   |
| 2000      | Joãozinho             | Ipatinga (Ipatinga)               | 14   |
| 2000      | Ditinho               | URT (Patos de Minas)              | 14   |
| 2001      | Guilherme             | Atlético (Belo Horizonte)         | 10   |
| 2002      | Gustavinho            | Caldense (Poços de Caldas)        | 8    |
| 2002      | Alessandro            | Cruzeiro (Belo Horizonte)         | 3    |
| 2002      | Renaldo               | América (Belo Horizonte)          | 3    |
| 2003      | Guilherme             | Atlético (Belo Horizonte)         | 13   |
| 2004      | Alex                  | Cruzeiro (Belo Horizonte)         | 14   |
| 2005      | Fred                  | Cruzeiro (Belo Horizonte)         | 14   |
| 2006      | Marcelo Pelé          | Democrata (Sete Lagoas)           | 9    |
| 2007      | Araújo                | Cruzeiro (Belo Horizonte)         | 11   |
| 2008      | Jajá                  | Guarani (Divinópolis)             | 7    |
| 2009      | Diego Tardelli        | Atlético (Belo Horizonte)         | 16   |
| 2010      | Eraldo                | Democrata (Governador Valadares)  | 11   |
| 2011      | Fábio Júnior          | América (Belo Horizonte)          | 13   |
| 2012      | Wellington Paulista   | Cruzeiro (Belo Horizonte)         | 11   |
| 2013      | Júnior Negão          | Tombense (Tombos)                 | 8    |
| 2014      | Mancini               | Villa Nova (Nova Lima)            | 7    |
| 2015      | Leandro Damião        | Cruzeiro (Belo Horizonte)         | 9    |
| 2016      | Robinho               | Atlético (Belo Horizonte)         | 9    |
| 2017      | Fred                  | Atlético (Belo Horizonte)         | 10   |
| 2018      | Ricardo Oliveira      | Atlético (Belo Horizonte)         | 6    |
| 2018      | Aylon                 | América (Belo Horizonte)          | 6    |
| 2019      | Fred                  | Cruzeiro (Belo Horizonte)         | 12   |
| 2020      | Rubens                | Tombense (Tombos)                 | 7    |
| 2021      | Rodolfo               | América (Belo Horizonte)          | 7    |
| 2022      | Hulk                  | Atlético (Belo Horizonte)         | 10   |
| 2023      | Hulk                  | Atlético (Belo Horizonte)         | 11   |
| 2024      | Jonathas              | Athletic-MG (São João del-Rei)    | 7    |
| 2024      | Hulk                  | Atlético (Belo Horizonte)         | 7    |
| 2025      | Hulk                  | Atlético (Belo Horizonte)         | 7    |

## Maiores goleadas

### 14 gols
- 17 de junho de 1928 Palestra Itália 14 x 0 Alves Nogueira
- 29 de julho de 1928 América 14 x 0 Palmeiras-BH

### 13 gols
- 11 de agosto de 1929	Atlético Mineiro	 13x0	Calafate
- 27 de abril de 1930	América 	 13x0	Palmeiras-BH

### 12 gols
- 11 de novembro de 1928	Villa Nova	 12x0	Palmeiras-BH
- 5 de maio de 1929	Palestra Itália	 12x0	Alves Nogueira
- 13 de julho de 1930	Palestra Itália	 12x0	Palmeiras-BH

### 11 gols
- 3 de junho de 1928	Palestra Itália	 11x0	Calafate
- 11 de agosto de 1929	Palestra Itália	 11x0	Alves Nogueira
- 22 de setembro de 1929	Atlético Mineiro	 11x0	Santa Cruz-BH
- 20 de abril de 1930	Palestra Itália	 11x0	Palmeiras-BH
- 8 de julho de 1930	Atlético Mineiro	 11x0	Calafate
- 31 de maio de 1931	Villa Nova	 11x0	Calafate
- 19 de agosto de 1934	Villa Nova	 11x0	América
- 9 de outubro de 1980	Cruzeiro	 11x0	Flamengo-Varginha
- 5 de agosto de 1928	Atlético Mineiro	 11x1	Palmeiras-BH
- 12 de agosto de 1928	Palestra Itália	 11x1	Guarany-BH
- 23 de dezembro de 1928	Palestra Itália	 11x1	Palmeiras-BH
- 21 de abril de 1929	América	 11x1	Alves Nogueira
- 28 de abril de 1929	América	 11x1	Guarany-BH
- 17 de novembro de 1929	América	 11x1	Santa Cruz-BH
- 9 de agosto de 1931	América	 11x1	Guarany-BH
- 31 de maio de 1936	Villa Nova	 11x1	Retiro
- 26 de junho de 1954	Cruzeiro	 11x1	Metalusina
- 19 de abril de 1931	Palestra Itália	 11x3	Guarany-BH

### 10 gols
- 27 de maio de 1928	Atlético Mineiro	 10x0	Syrio Horizontino
- 30 de agosto de 1931	Atlético Mineiro	 10x0	Sete de Setembro
- 5 de agosto de 1951	Atlético Mineiro	 10x0	Sete de Setembro
- 4 de maio de 1968	Cruzeiro	 10x0	Independente-Uberaba
- 21 de abril de 1918	Villa Nova	 10x1	Yale
- 11 de agosto de 1929	América	 10x1	Palmeiras-BH
- 1 de junho de 1930	Sete de Setembro 10x1	Palmeiras-BH
- 18 de outubro de 1936	Villa Nova	 10x1	Retiro
- 22 de maio de 1927	América	 10x2	Sete de Setembro
- 19 de maio de 1929	Atlético Mineiro	 10x2	Alves Nogueira
- 18 de agosto de 1929	Palestra Itália	 10x2	Santa Cruz-BH
- 10 de novembro de 1929	Atlético Mineiro	 10x2	Palmeiras-BH
- 10 de maio de 1941	Atlético Mineiro	 10x2	Aeroporto

### 9 gols
- 24 de julho de 1921 América  9x0 Guarany-BH
- 16 de dezembro de 1928	América  9x0 Palmeiras-BH
- 21 de abril de 1929	Atlético Mineiro  9x0 Guarany-BH
- 25 de agosto de 1929	América  9x0 Sete de Setembro
- 27 de abril de 1930	Atlético Mineiro  9x0 Guarany-BH
- 5 de novembro de 1933	Villa Nova  9x0 Sport JF
- 6 de novembro de 1966	Cruzeiro  9x0 Nacional-Uberaba
- 5 de junho de 1927	Palestra Itália   9x1 Sete de Setembro
- 8 de julho de 1928	Palestra Itália  9x1 Sete de Setembro
- 8 de julho de 1928	Villa Nova  9x1 Palmeiras-BH
- 20 de julho de 1930	Atlético Mineiro  9x1 Sete de Setembro
- 9 de agosto de 1936	Atlético Mineiro  9x1 Retiro
- 27 de dezembro de 1936	Atlético Mineiro  9x1 Retiro
- 13 de julho de 1941	Siderúrgica  9x1 Aeroporto
- 2 de agosto de 1958	Atlético Mineiro  9x1 Bela Vista
- 23 de dezembro de 1928	América  9x2    Alves Nogueira
- 27 de novembro de 1927	Atlético Mineiro 9x2  Palestra Itália
- 31 de maio de 1958	Democrata-SL   9x2 Guarani-Divinópolis
- 13 de maio de 1941	Palestra Itália   9x3 Aeroporto
- 7 de dezembro de 1958	Siderúrgica  9x4 Bela Vista

## Mais participações
- Dados atualizados até o final do Campeonato Mineiro de Futebol de 2025 - Módulo I.[3]

- 1- América Mineiro e Atlético Mineiro: 110.
- 3- Cruzeiro: 106.
- 4- Villa Nova: 100.